# Кировский район (Новосибирск)
Ки́ровский райо́н (с 1930 по 1934 Заобский район) — один из десяти районов города Новосибирска. Расположен на левобережье Оби.

## История
До 1930 года территория района входила в состав Бугринского района Новосибирского округа Сибирского края. Центр — село Бугры, бывшее самым крупным среди окрестных селений.
20 октября 1930 года постановлением Президиума ВЦИК образован Заобский район Новосибирска, в который вошли поселения старинной Кривощёковской слободы: сёла Большое Кривощёково и Бугры, деревни Вертково, Ерестная, Перово, Малое Кривощёково. Центр — Большое Кривощёково. Район занимал площадь 143 км². Население составляло 45 тысяч человек.
2 декабря 1934 года постановлением Президиума Новосибирского городского Совета, Заобский административный район стал Кировским. Переименование произошло после сообщения об убийстве С. М. Кирова.
В 1959 году Кировский был крупнейшим районом города по числу жителей — 23,9 % от всего населения Новосибирска.
9 декабря 1970 года указом Президиума Верховного Совета РСФСР создан Кировский район в настоящих границах в результате разделения левобережной части города на два района. Население Ленинского района (северо-западная часть) составляло 242 тысячи человек, Кировского (южная — Затулинская часть) — 120 тысяч.
7 января 1971 года решением исполкома горсовета граница между районами была установлена по улицам: Новогодняя, Сибиряков-Гвардейцев, Вертковская, Троллейная до окончания Станиславского жилмассива и далее по речке Тула.

## География
Территория района — 52,0 км².

### Улицы Кировского района
Основными автомобильные магистрали района:
- Улица Ватутина. Названа в честь Николая Фёдоровича Ватутина — советского военачальника, генерала армии и Героя Советского Союза.
- Улица Зорге. Носит имя Рихарда Зорге — советского разведчика и Героя Советского Союза.
- Улица Немировича-Данченко. Названа в честь Владимира Ивановича Немировича-Данченко — великого русского режиссёра, педагога, драматурга и театрального деятеля, Народного артиста СССР.
- Улица Римского-Корсакова — улица названа в честь русского композитора Николая Андреевича Римского-Корсакова. Расположена в Ленинском и Кировском районах города. Пролегает с севера на юг.
- Улица Сибиряков-Гвардейцев (бывшая ул. 6-й Пятилетки[9]). Названа в честь воинов 22-й (150-й стрелковой) Сибирской добровольческой дивизии, сражавшейся в годы Великой Отечественной войны, закончившей свой путь в Прибалтике[10]. Пересекает район с севера на юг.
- Улица Петухова (ранее ул. Памирская). Носит имя Александра Иосифовича Петухова, революционера и члена РСДРП, агитировавшего за Советскую власть, захваченного и расстрелянного 4 июня 1918 года отрядом мятежников[11]. Идёт с запада на восток.

Всего же по территории Кировского района проходит свыше 180 улиц и переулков. Общая протяженность всех улиц района составляет около 121 километра.

### Жилмассивы
- Бугринская роща.
- Затулинский, в составе которого микрорайоны: Акатуйский, Тихие зори, Южно-Затулинский[12] и Тулинский.
- Палласа.
- Радиостанция № 5.
- Расточка (Мира).
- Северо-Чемской. На площади 505 га проживают 37,6 тысяч человек. В перспективе ожидается увеличение численности до 65,5 тысяч жителей.
- Южно-Чемской. Согласно плану застройки ожидается, что в нём будут проживать 65 тысяч жителей[2].
- Станиславский.

## Население
1. Н/Д[13]

Население района 11.84 % процентов общего населения города.
Население района проживало (на 2007 год) в 2,9 млн м² жилого фонда. Уже через три года[когда?]

 жилищный фонд района увеличился и составил 3,22 млн м²[уточнить]. Доля женщин в районе — более 55 %, а высшее образование имеют (на 2000 год) только 18 % из всех жителей. Также район является самым «бедным» в городе по уровню заработной платы. Её размер (на январь 2012 года) составил 19 798 рублей.

## Инфраструктура

### Здравоохранение
Действуют 10 муниципальных лечебных учреждений, связанные единой регистратурой. На территории района находится крупное медицинское учреждение — Новосибирская областная клиническая больница (занимает территорию в 22 га), имеющая свой диагностический центр. В марте 2009 года по улице Палласа было открыто отделение общеврачебной практики от городской поликлиники № 22. А по улице Немировича-Данченко в 2012 году открылся нейрохирургический центр общей стоимостью 3,8 млрд рублей, строившийся около четырёх лет на средства федерального и местных[уточнить] бюджетов.

### Культура и спорт

Сноуборд-парк «На Горской»

По южному краю естественного берёзового леса раскинулся парк культуры «Бугринская роща» (площадь леса 3,6 км²). Здесь имеются песчаные пляжи, пункты проката, детские аттракционы. Зимой в нём проводятся лыжные соревнования. Работает сноуборд-парк «На Горской» (аттракционы: колесо обозрения, американские горки, карусели, лодки). В зимнее время функционируют две горнолыжных трассы с подъёмником, проводятся соревнования по сноуборду. На территории района имеются дома детского творчества («Кировский»), кинотеатр «Рассвет» (два зала).
Функционирует мотодром РОСТО, спортивный комплекс «Калинка» (с бассейном), детско-юношеский спортивный клуб «Фламинго». В марте 2010 года на улице Зорге рядом с последним был открыт Ледовый дворец спорта Новосибирского центра высшего спортивного мастерства (НЦВСМ). Сооружение ЛДС велось чуть менее двух лет на средства местного (67 %, 124 млн рублей) и федерального бюджетов (33 %). Согласно проекту, общая площадь сооружения — 4,2 тысячи м², а площадь крытого катка — 400 м². Дворец спорта также включает тренажёрный и хореографический залы.
В районе существует библиотечная система, состоящая из 9 библиотек.

### Образование
Средние специальные учебные заведения района представлены книготорговым техникумом, колледжем физической культуры НГПУ, станкостроительным техникумом, училищем олимпийского резерва, профессионально-педагогическим колледжем, педагогическим училищем (численность студентов на начало 2000/2001 учебного года — 3518 человек), 3 лицеями. Профессиональных училищ — 7. В районе — 27 школ (численность учащихся на начало 2000/2001 учебного года — 20914 человек), 31 дошкольное учреждение, 3 детских дома, 10 библиотек, 3 школы искусств, 13 муниципальных подростковых клубов (в них занимаются 3335 подростков).

### Торговля

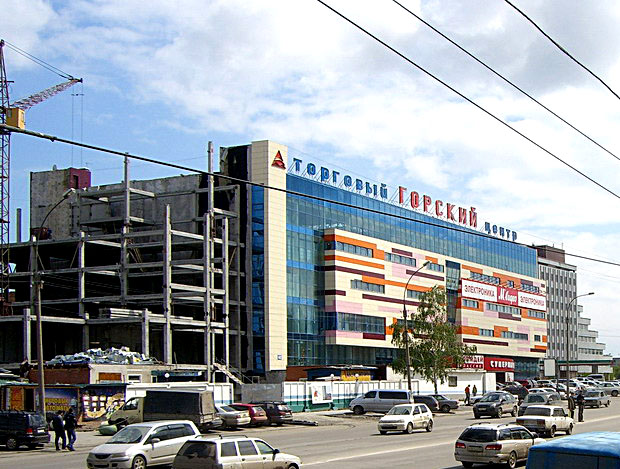
ТЦ «Горский»

На территории района в общей сложности работают около 1000 предприятий торговли и общественного питания, а также бытового обслуживания населения. Самые крупные — ТЦ «МЕГА» общей площадью 130 тысяч м², торгово-складской комплекс «Левобережный», универмаги «Кировский» и «Сибирь», торговый дом сети «Сибириада».
В районе расположено много сетевых магазинов («Авоська», «Быстроном», «Горожанка», «Холидей Классик», «Мария-Ра», «Сибириада», «Лидер экономии», «Универсам удачных покупок», «Рамос»), торговые дома и центры («Горский», «Левобережный», «Династия»), различные супермаркеты («Бугринский», «Бонус», «Супермаркет+», «Для Всех»), и гипермаркеты («Лента», «Икея», «Ашан»), а также отдельные магазины. В пределах транспортной доступности находится Хилокский овощной рынок.
В 2002 году на участке 14 га по улице Петухова разместился автомобильный рынок, перенесённый властями с Гусинобродского шоссе.

### Транспорт

#### Автомобильный транспорт
В настоящее время в районе активно реконструируются магистрали. Так, на пересечении с Советским шоссе строится шестиполосная дорога с 2-уровневой развязкой. С правобережной частью города район связывает автомобильный Бугринский мост — его сооружение велось с февраля 2010 года и завершилось в октябре 2014 года.

#### Железнодорожный транспорт
Через территорию Кировского района проходит «КИМовский» железнодорожный мост через Обь, построенный в 1930-х годах и выходящий на горнодобывающие предприятия Кузбасса.

#### Городской наземный пассажирский транспорт
В 1962 году на улице Сибиряков-Гвардейцев появилось Кировское троллейбусное депо № 2, а в феврале 1971 года неподалёку появилось и Кировское трамвайное депо № 4, занявшее участок в 7,5 га, рассчитанное на 150 вагонов. В 1998 году депо было объединено с Ленинским в Левобережное трамвайное депо. А в 2007 году депо было преобразовано в четвёртый филиал МКП «Горэлектротранспорт». Троллейбусное депо, как и трамвайное, впоследствии также стало филиалом № 2 МКП «Горэлектротранспорт» («Кировским троллейбусным»)
В настоящее время на территории района работают все виды общественного транспорта: автобус, маршрутное такси, трамвай (№ 9, № 10, № 15, № 18) и троллейбус (№ 4, № 8, № 26, № 29).

#### Метрополитен и скоростной трамвай
Четыре станции спроектированной институтом «Новосибирскметропроект» в 1981 году и утверждённой Правительством перспективной Кировской линии Новосибирского метрополитена должны пройти по территории Кировского района. Две из этих станций, «Громовская» и «Чемская» были утверждены в апреле 2012 года, на слушаниях проекта планировки территории. В данный момент также строится станция Спортивная. Открытие запланировано на 2025 год.
Запроектированы в районе и остановки перспективной линии скоростного трамвая (южного направления).

### Экономика

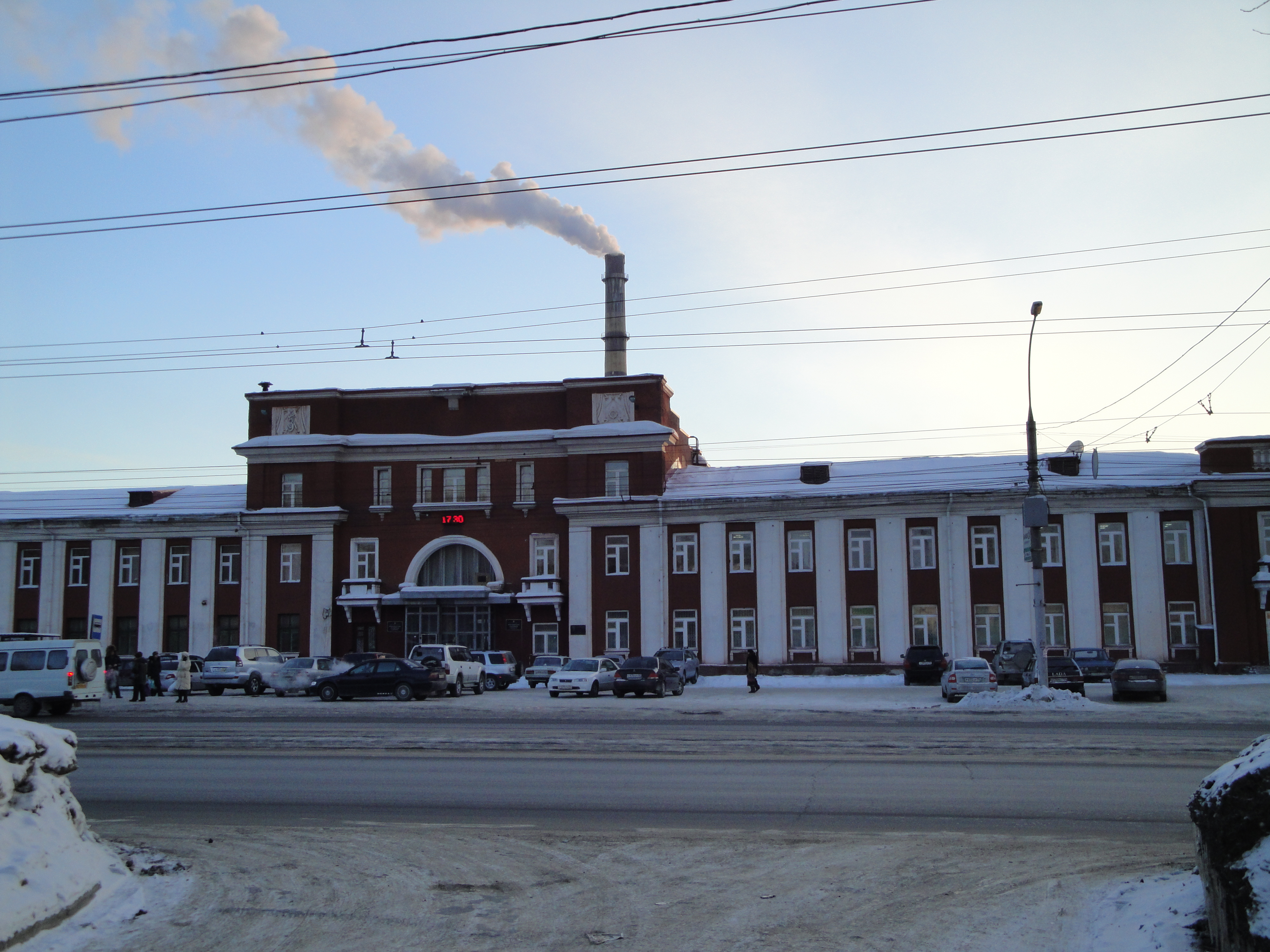
Здание НОК

Кировский район — индустриальная основа города. Промышленный комплекс включает 33 крупных и средних предприятия. Всего же в районе зарегистрировано 3831 предприятие.
Одним из заводов-первенцов района (в его современных границах) стал «Новосибирский завод № 520» (ныне ОАО «Новосибирский оловянный комбинат»), запущенный в феврале 1942 года и выпускающий продукцию цветной металлургии (особо чистое олово, припои, сплавы, баббиты). Другим таким заводом, появившимся в районе в период с 1942 года по 1943 год, стал «Новосибирский завод тяжёлых станков и гидравлических прессов» имени Ефремова (ныне ОАО «Тяжстанкогидропресс») — крупнейшее станкостроительное предприятие города. После окончания войны новые предприятия на территории района продолжали появляться.
В 1951 году начал строиться, а через три года вступил в строй «Сибирский завод литейных машин и автоматических линий» (ОАО «Сиблитмаш»), крупнейшее предприятие литейного машиностроения страны. В том же 1953 году создаётся Новосибирский турбогенераторный завод (ныне ОАО «Элсиб»), одно из самых значительных в России предприятий электротехнической промышленности. В 1955 году запущен Сибирский завод электротермического оборудования, выпускающий электропечи.
В начале 1960 годов на территории района был запущен в эксплуатацию Кировский молочный комбинат (ныне ОАО «Сибирское молоко», филиал «Вимм-Билль-Данн»), крупный производитель молочных продуктов. С 1967 (и до 2006 года) большой вклад в экономику района и региона вносил Новосибирский пиввинкомбинат (ОАО «Винап»), производивший вино, водку, пиво и безалкогольные напитки. В середине 1970-х годов в Кировском районе возводится комплекс зданий полиграфического комбината «Советская Сибирь», второго по величине в РФ. В 2006 году в районе был построен единственный в городе мусороперерабатывающий завод (сокр. МПЗ-2), ежегодно утилизирующий 400 тысяч тонн твёрдых бытовых отходов. В 2008 году был открыт крупный логистический парк «Мегалоджикс-Новосибирск» класса «А», общей площадью 121 тыс. м². В 2009 году появился крупный завод ООО «Кирпичный завод „Ликолор“», выпускающий кирпич различных марок, ежегодной производительностью 63 млн облицовочных кирпичей.
В районе находятся и такие известные предприятия, как:
- МОАО «Авангард» — крупная мукомольная компания.
- ОАО «Новосибирскрыба» — крупная компания по переработке рыбы и морепродуктов.
- ОАО «Новосибвторцветмет» — предприятие по переработке вторсырья, металлического лома и отходов цветных металлов, за исключением драгоценных. Стала лауреатом Всероссийского конкурса «100 лучших предприятий и организаций России XXI века».
- две пивоварни: «Красный Восток» и «Heineken»[32].

Наибольший же рост объёмов производства был достигнут в машиностроительном комплексе, лёгкой промышленности, чёрной и цветной металлургии. Произошёл рост выпуска турбогенераторов, крупных электрических машин, олова, свинца, сборных железобетонных изделий, пиломатериалов, швейных изделий, мясных полуфабрикатов, цельномолочной продукции. По объёмам произведённой продукции Кировский район занимает одно из лидирующих мест среди районов Новосибирска, а по выпуску потребительских товаров лидирует, поставляя 23,6 % от выпуска по городу в целом. Всего в экономической сфере района занято 42 тысячи человек, из них 18 тысяч непосредственно в промышленности.

## Памятники
В 1975 году на площади Сибиряков-Гвардейцев была воздвигнута стела «Штыки», состоящая из 3-х штыков (с тремя гранями) чёрного цвета. На каждом штыке имеется плита квадратной формы с чеканкой, серебристого цвета. На одной плите — Орден Славы. На другой плите — красная звезда в центре, а сверху красным цветом сделана надпись «гвардия». На третьей плите — красная звезда (в центре круга), во внутреннем круге изображён Кремль и имеется надпись «победа». Проект стелы выполнен специалистами Новосибирского инженерно-строительного института им. В. Куйбышева. Руководитель проекта — Б. И. Оглы.
В 1985 году по инициативе ветеранов дивизии недалеко от Площади Маркса, по улице Сибиряков-Гвардейцев, был сооружён Мемориальный комплекс «Звезда». Памятник состоит из стелы, клумбы и двух боковых сооружений.
С 2005 года оба памятника включены в «Перечень объектов культурного наследия муниципального (местного) значения».

## Примечание
1. ↑  Итоги Всероссийской переписи населения 2020 года (по состоянию на 1 октября 2021 года)
2. 1 2  Кировский: индустриальный, современный, перспективный — газета «Московский Комсомолец», 28.12.2011. Архивировано 29 февраля 2012 года.
3. 1 2  Как делили Новосибирск на районы. Сегодня в городе десять районов. Это много или мало? — газета «Вечерний Новосибирск», 19.05.2006. Дата обращения: 28 ноября 2019. Архивировано 25 мая 2014 года.
4. 1 2  Музей города Новосибирска. Хроники: 1930—1940 (недоступная ссылка — история).
5. ↑  Железнодорожный мост через Обь. Дата обращения: 6 марта 2019. Архивировано 4 марта 2019 года.
6. ↑  Ламин В. А. Энциклопедия. Новосибирск. — Новосибирск: Новосибирское книжное издательство, 2003. — С. 732. — 1071 с. — ISBN 5-7620-0968-8.
7. 1 2  История района — Администрация Кировского района города Новосибирска. Дата обращения: 2 декабря 2012. Архивировано из оригинала 25 мая 2014 года.
8. 1 2 3 4  Кировский район — Новосибирская «МЕТРО-ГАЗЕТА», № 12 (512). Дата обращения: 11 ноября 2012. Архивировано из оригинала 24 декабря 2013 года.
9. ↑  Сибиряки идут — газета «Вечерний Новосибирск», 06.07.2012. Дата обращения: 28 ноября 2019. Архивировано 25 мая 2014 года.
10. ↑  Сибирь и сибиряки в Великой Отечественной войне 1941—1945 гг. — Областной центр информационных технологий управления образования администрации Новосибирской области при участии отдела образования Новосибирской Епархии, 29.04.2010. Дата обращения: 31 марта 2012. Архивировано 22 мая 2013 года.
11. ↑  Пал за власть Советов — газета «Вечерний Новосибирск», 31.08.2012. Дата обращения: 28 ноября 2019. Архивировано 5 марта 2016 года.
12. 1 2 3 4  Где в Новосибирске самый чистый воздух и самые демократичные цены на квартиры — Новосибирская «МЕТРО-ГАЗЕТА», № 37 (588). Дата обращения: 1 декабря 2012. Архивировано из оригинала 25 мая 2014 года.
13. ↑  2 год > Данные в Wikidata не обнаружены.
14. ↑  Кировский район — Жилищно-коммунальное хозяйство города Новосибирска, неофициальный сайт. Дата обращения: 2 декабря 2012. Архивировано из оригинала 25 мая 2014 года.
15. 1 2 3 4  О районе — Администрация Кировского района города Новосибирска. Дата обращения: 3 декабря 2012. Архивировано из оригинала 15 ноября 2012 года.
16. ↑  Каждый пятый новосибирец живёт в Ленинском районе — НГС.НОВОСТИ, 20.06.2012. Дата обращения: 28 ноября 2019. Архивировано 25 мая 2014 года.
17. ↑  Главная > История города > Хроники: 1981—2000 — Музей города Новосибирска. Архивировано 10 июля 2012 года.
18. ↑  30 тысяч: рубеж взят — НГС.НОВОСТИ, 17.01.2012. Дата обращения: 28 ноября 2019. Архивировано 4 марта 2016 года.
19. ↑  К единой регистратуре подключили поликлиники Кировского района — НГС.НОВОСТИ, 27.08.2010. Дата обращения: 28 ноября 2019. Архивировано 4 марта 2016 года.
20. ↑  В Кировском районе открылось отделение общеврачебной практики — НГС.НОВОСТИ, 02.03.2009
21. ↑  Закончилась стройка нейрохирургического центра в Кировском районе — НГС.НОВОСТИ, 12.09.2012. Дата обращения: 28 ноября 2019. Архивировано 4 марта 2016 года.
22. ↑  Мотогонщики соревнуются на новосибирском льду — НГС.НОВОСТИ, 13.12.2008. Дата обращения: 28 ноября 2019. Архивировано 25 мая 2014 года.
23. ↑  В Кировском районе открылся ледовый дворец (фото) — НГС.НОВОСТИ, 15.03.2010. Дата обращения: 28 ноября 2019. Архивировано 15 июня 2017 года.
24. ↑  Авторынок переехал в Кировский район. А Гусинобродский вещевой отовится к переменам — газета «Вечерний Новосибирск», 20.06.2002. Дата обращения: 28 ноября 2019. Архивировано 5 марта 2016 года.
25. ↑  Развязку на Петухова построит «Новосибирскавтодор» — НГС.НОВОСТИ, 08.08.2012. Дата обращения: 28 ноября 2019. Архивировано 14 ноября 2019 года.
26. ↑  Губернатор Юрченко: сдать развязку на Петухова возможно на два месяца раньше — Новосибирская «МЕТРО-ГАЗЕТА», № 46 (647) от 16 Ноября 2012. Дата обращения: 1 декабря 2012. Архивировано из оригинала 25 мая 2014 года.
27. ↑  Gelio (Степанов Слава) — Новосибирск. Кировское Левобережное трамвайное депо (2010) — Gelio (Степанов Слава). Дата обращения: 28 ноября 2019. Архивировано 10 мая 2012 года.
28. ↑  На ул. Петухова запроектировали две станции метро — НГС.НОВОСТИ, 18.04.2012. Дата обращения: 28 ноября 2019. Архивировано 21 июня 2012 года.
29. ↑  ОТКРЫТОЕ АКЦИОНЕРНОЕ ОБЩЕСТВО «НОВОСИБИРСКИЙ ОЛОВЯННЫЙ КОМБИНАТ» (1990 — по наст. время) // Государственный архив Новосибирской области. Дата обращения: 2 декабря 2012. Архивировано из оригинала 18 января 2014 года.
30. ↑  Заводы Новосибирска. «ТЯЖСТАНКОГИДРОПРЕСС» — Gelio (Слава Степанов), 2010. Архивировано 29 декабря 2012 года.
31. ↑  П. Л. Гончаров, Ю. А. Белоножко, А. В. Карамзин: Энциклопедия. Новосибирск — Новосибирск, 2003, стр. 785—786
32. 1 2 3  Оазис за Тулинкой — НГС.НОВОСТИ, 21.07.2009. Дата обращения: 28 ноября 2019. Архивировано 2 октября 2017 года.
33. 1 2  Хронограф — газета «Вечерний Новосибирск», 18.10.2000. Дата обращения: 28 ноября 2019. Архивировано 6 марта 2016 года.
34. ↑  Завод «Сибирское молоко» — Новосибирская «МЕТРО-ГАЗЕТА», № 39 (439). Дата обращения: 2 декабря 2012. Архивировано из оригинала 14 ноября 2011 года.
35. ↑  С. Н. Баландин, «Новосибирск. История градостроительства 1945—1985 гг.». Новосибирск 1960—1980: Комплекс полиграфического комбината «Советская Сибирь». Дата обращения: 2 декабря 2012. Архивировано 26 января 2013 года.
36. ↑  Экономика района — Администрация Кировского района города Новосибирска. Дата обращения: 2 декабря 2012. Архивировано из оригинала 15 ноября 2012 года.
37. ↑  Мусороперерабатывающий завод выходит на проектную мощность — НГС.НОВОСТИ, 21.06.2011. Дата обращения: 28 ноября 2019. Архивировано 3 августа 2011 года.
38. ↑  В Новосибирске открылся крупный логопарк (фото) — НГС.НОВОСТИ, 25.02.2009. Дата обращения: 28 ноября 2019. Архивировано 4 марта 2016 года.
39. ↑  По кризису — кирпичом — Новосибирская «МЕТРО-ГАЗЕТА», № 30 (480). Дата обращения: 1 декабря 2012. Архивировано из оригинала 25 мая 2014 года.
40. ↑  В Кировском районе построят кирпичный завод — НГС.НОВОСТИ, 24.01.2007. Дата обращения: 28 ноября 2019. Архивировано 25 мая 2014 года.
41. 1 2  Памятники района — Официальный сайт Кировского района Новосибирска. Архивировано 3 марта 2012 года.
42. ↑  Распоряжение мэрии г. Новосибирска от 08.02.2005 № 699-р «Об объектах культурного наследия (памятниках истории и культуры) муниципального значения»